# Beyne-Heusay
Beyne-Heusay é um município da Bélgica localizado no distrito de Liège, província de Liège, região da Valônia.